# سيدريك ماك
سيدريك ماك (بالإنجليزية: Cedric Mack)‏ هو لاعب كرة قدم أمريكية أمريكي، ولد في 14 سبتمبر 1960 في فريبورت في الولايات المتحدة.

## وصلات خارجية
- سيدريك ماك على موقع مرجع كرة القدم المحترفة.كوم (الإنجليزية)